# Robert Gaguin
Robert Gaguin (anciennement écrit Robert Guaguin), né pendant l'hiver 1433-34, sans doute à Calonne-sur-la-Lys près de Béthune, et mort le 22 mai 1501 à Paris, est un religieux, diplomate, humaniste et historien français, ministre général de l'ordre des Trinitaires.

## Biographie
Robert Gaguin naît dans le comté de Flandre, c'est-à-dire à l'époque dans les États du duc de Bourgogne Philippe le Bon, mais à l'intérieur du royaume de France. Orphelin de père de bonne heure (avec un frère, Christophe), il est placé par sa mère au couvent des Trinitaires de Préavin (dans la forêt de Nieppe, près de Morbecque), où il fait ses premières études. Non loin de ce couvent se trouvait le château de la Motte-aux-Bois, où résida la duchesse de Bourgogne Isabelle de Portugal à partir de 1457.
Sûrement remarqué très jeune pour ses dons intellectuels, il est envoyé dès l'adolescence dans la maison parisienne des Trinitaires (le « couvent des Mathurins »), en plein cœur de l'Université de Paris (il s'y trouve déjà en mai 1451). Il s'applique à l'étude des lettres latines et de la philosophie, mais se rend compte rapidement du caractère insatisfaisant de l'enseignement prodigué à l'époque à Paris. En 1458/59, il peut suivre brièvement les cours de l'humaniste et helléniste italien Gregorio Tifernate (qui le marquent, notamment pour l'étude de la littérature latine, mais sa connaissance du grec restera très limitée). Il se lie surtout à Guillaume Fichet, du même âge que lui, débarqué à Paris dans les mêmes années que lui, mais venant du sud (il retourne à Avignon vers 1455, où il se passionne pour l'œuvre de Pétrarque, puis revient à Paris).
C'est Fichet qui remet à l'honneur l'humanisme à Paris dans les années 1460 (après la génération du règne de Charles VI autour de Jean de Montreuil). Il inaugure au collège de Sorbonne un cours de rhétorique, et Gaguin devient son disciple et son ami intime, bien que, du fait des responsabilités qu'il doit assumer dans l'ordre des Trinitaires, il est contraint à de fréquents déplacements et ne peut se consacrer pleinement à l'étude comme Fichet.
En 1460, Gaguin est nommé supérieur de la maison de l'ordre à Grandpré et doit quitter Paris. À peine y est-il installé que le ministre général, Raoul du Vivier, le désigne pour aller comme vicaire général et procureur à Toulouse, où il doit régler un contentieux avec l'ordre des Mercédaires, éternel concurrent et rival de celui des Trinitaires sur le même créneau. À Pâques 1463, il écrit une lettre depuis le couvent de Préavin, son établissement d'origine. En septembre 1465, il est chargé par le général du Vivier d'une mission qui le mène pendant sept mois en Italie, en Allemagne, puis en Espagne, jusqu'à Grenade. Dès son retour, en avril 1466, il repart pour Tournai, faisant un crochet pour voir sa mère, encore en vie († 3 août 1482). Peu après, il est nommé supérieur de la maison de Verberie, mais avec résidence à Paris : il copie alors, dans ses moments de loisir, un manuscrit de l'Énéide, avec une partie du commentaire de Servius (et au début un poème de cinquante-huit distiques latins de sa composition). Pendant l'été 1467, le duc Philippe le Bon étant mort le 15 juin à Bruges, il se rend au château de la Motte-aux-Bois où la duchesse Isabelle lui demande de traduire en latin l'épitaphe du duc (texte perdu).
Vers la même époque, il est nommé supérieur du couvent de Tours (où il se lie avec Pierre de Blarru), puis dès le début de l'année 1468 il est placé à la tête de celui de Paris. Il entreprend entre fin 1467 et début 1468 la copie d'un manuscrit de Suétone. Dans le courant de 1468, il repart pour l'Espagne, peut-être chargé également d'une mission diplomatique pour le roi Louis XI. Fin 1470, il compose un poème à la louange du souverain. C'est à ce moment que Jean Heynlin, le prieur allemand du collège de la Sorbonne, fait venir à Paris les trois premiers ouvriers typographes, et installe le premier atelier d'imprimerie qui ait existé à Paris ; Guillaume Fichet, alors bibliothécaire du collège, est étroitement associé à l'entreprise et devient son conseiller littéraire. En tête du deuxième volume imprimé (début 1471), l'Orthographia de Gasparin de Bergame, on trouve une épître de Fichet adressée à Gaguin (datée du 1er janvier 1471), où il célèbre la renaissance des lettres en France et la part glorieuse qu'y a prise Gaguin. Celui-ci répond par un poème de remerciement de douze distiques daté du même jour. Dans le quatrième volume imprimé (une édition de l'historien Florus) figure une pièce de quatre distiques de Gaguin, où il prédit la ruine au duc Charles le Téméraire, qui reprend cette année-là les hostilités contre la France.
Le 9 mars 1471, il achève de recopier les Verrines de Cicéron. Le 15 juillet 1471, Fichet fait sortir de l'atelier d'imprimerie sa Rhetorica, condensé de son enseignement de rhétorique ; dans la péroraison, il déclare que ce sont Gaguin et les cardinaux Bessarion et Rolin qui l'ont incité à cette publication. En novembre suivant, Gaguin se rend en mission à Rome, avec une lettre d'introduction de Fichet auprès du cardinal Bessarion, qui le reçoit avec bienveillance.

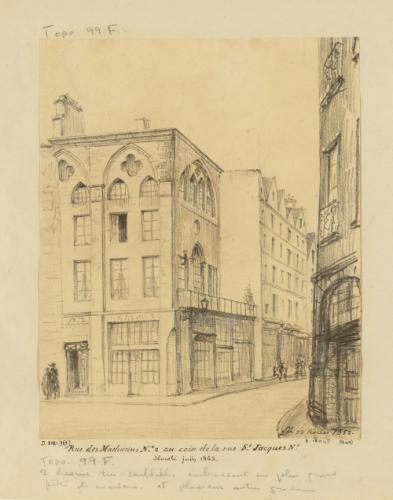
Gravure du couvent des Mathurins vu de la rue Saint-Jacques, musée Carnavalet.

Le ministre général Raoul du Vivier meurt le 23 juillet 1472, et Gaguin est désigné pour assurer l'intérim. D'autre part, en septembre, Guillaume Fichet quitte définitivement la France pour l'Italie à la suite du cardinal Bessarion. Le 16 mai 1473, le chapitre des Trinitaires élit formellement Gaguin ministre général (à l'unanimité). Son premier souci, dans cette fonction, est de faire financer des travaux importants dans le couvent des Mathurins, qui se trouve dans un état de profond délabrement. En même temps, il assure un cours de rhétorique, ayant peut-être pris le relais de Fichet : dans une de ses lettres, Johannes Reuchlin rapporte qu'à son arrivée à Paris, en 1473, il a suivi les leçons de Jean Heynlin en grammaire et de Gaguin et de Guillaume Tardif en rhétorique. La même année, il met la dernière main à un traité de versification latine, l'Ars versificatoria.
Le 5 janvier 1477, Charles le Téméraire meurt sous les murs de Nancy, provoquant un grand soulagement en France. Louis XI, voulant marier son fils à l'héritière Marie de Bourgogne, veut empêcher le mariage de celle-ci avec l'archiduc d'Autriche Maximilien de Habsbourg. Il envoie Gaguin en mission auprès de l'empereur Frédéric III et de la diète des princes de Francfort, qui doivent se prononcer. Gaguin et Henri Hisbuch (autre agent français) vont à Mayence, Cologne, Aix-la-Chapelle pour tenter de prendre des contacts, mais c'est trop tard : les jeux sont faits, et la mission est un échec total. Quand les deux ambassadeurs vont faire leur rapport au roi à Thérouanne, ils sont accueillis très froidement et rapidement congédiés. Gaguin reste ensuite en disgrâce jusqu'à la fin du règne de Louis XI en 1483.
Il se préoccupe ensuite de prendre des grades universitaires en droit canon, formation qui convient en principe à sa position de chef d'ordre religieux, mais qu'il n'a pas eu le temps jusqu'alors d'ajouter à ses multiples activités. Le 24 septembre 1478, il se fait recevoir bachelier en décret. Il est reçu licencié le 11 avril 1480, et le 20 juin suivant on lui remet le bonnet de docteur. Le 23 juin, il fait son premier cours à la faculté de décret. Le 9 novembre 1483, il est élu doyen de la faculté de décret, honneur peu commun alors que son entrée dans la faculté est si récente : son prestige dans l'Université de Paris est devenu très grand, et il représente l'Université dans de multiples cérémonies et députations. Il sera réélu doyen tous les ans jusqu'en 1489.
De novembre 1484 à avril 1485, il fait partie d'une ambassade chargée d'aller à Rome porter au pape l'« obédience filiale » du nouveau roi Charles VIII. C'est vers le temps de son retour qu'est achevée la reconstruction de l'église du couvent des Mathurins qu'il a entreprise. En mars 1486, il repart en Italie, faisant partie d'une ambassade envoyée à Florence et à Rome au sujet des revendications du duc René II de Lorraine sur le royaume de Naples ; il prononce un discours devant la Seigneurie de Florence le 11 mai ; passant plusieurs semaines à Rome également pour les affaires de son ordre, il est de retour à Paris le 18 août. Diplomatiquement, la mission a complètement échoué, mais la régente, Anne de Beaujeu, n'attendait pas vraiment qu'elle réussisse. En août et septembre 1489, il participe à une autre ambassade, cette fois à Londres auprès du roi Henri VII (qui a envoyé des troupes en Bretagne pour soutenir la duchesse Anne) ; il prononce un discours remarquable devant le Conseil royal anglais. De retour à Paris fin septembre, il repart pour Londres fin octobre, et revient seulement fin février 1490. Ensuite, il doit se rendre à Tours, où les négociations avec les Anglais continuent, et est occupé presque toute l'année par cette affaire. Il ne reprend ses cours à la faculté de décret que le 24 décembre.
Il repart en mission diplomatique en janvier 1492, cette fois à Heidelberg auprès du comte palatin du Rhin, pour expliquer la « répudiation » de Marguerite d'Autriche par Charles VIII qui a finalement épousé Anne de Bretagne (6 décembre 1491), ce qui soulève une vague d'indignation en Allemagne. Gaguin a notamment un vif échange, à la fois écrit et oral, avec le francophobe Jacques Wimpfeling ; il rend aussi visite à Johannes Trithemius, abbé de Sponheim, qu'il connaît par leur ami commun Arnold de Bost, un carme de Gand. À son retour en mars, le roi refuse de le recevoir pour qu'il fasse son rapport, et, fatigué, il écrit au chancelier Guillaume de Rochefort qu'il en a assez de la diplomatie, et que désormais il s'occupera uniquement des affaires de son ordre et de son Université. Il est quand même désigné pour participer à la signature du traité de paix avec l'Angleterre à Étaples le 3 novembre 1492.
À partir de 1493, sa santé commence à se dégrader et il doit réduire son activité. Dans ses dernières années, il souffre notamment de la goutte et a du mal à se déplacer. C'est à l'été 1494 que le jeune Érasme arrive à Paris et se présente au couvent des Mathurins avec une lettre de recommandation pour rencontrer Gaguin. Celui-ci reconnaît tout de suite le grand talent du jeune homme. À la fin de la première édition du Compendium historique de Gaguin (publié le 30 septembre 1495) figure une épître d'Érasme, qui est son premier texte imprimé.
Le 30 août 1497, Gaguin publie une réformation des statuts de l'ordre des Trinitaires. En novembre 1498, il est réélu doyen de la faculté de décret et sera reconduit l'année suivante. En juin 1499, à la suite d'un conflit de l'Université de Paris avec le gouvernement du nouveau roi Louis XII, il fait encore partie d'une délégation envoyée à Corbeil auprès du cardinal d'Amboise. Il meurt le 22 mai 1501 à soixante-sept ans et est inhumé dans l'église du couvent des Mathurins, qu'il avait fait reconstruire, devant le grand-autel.

## Œuvre

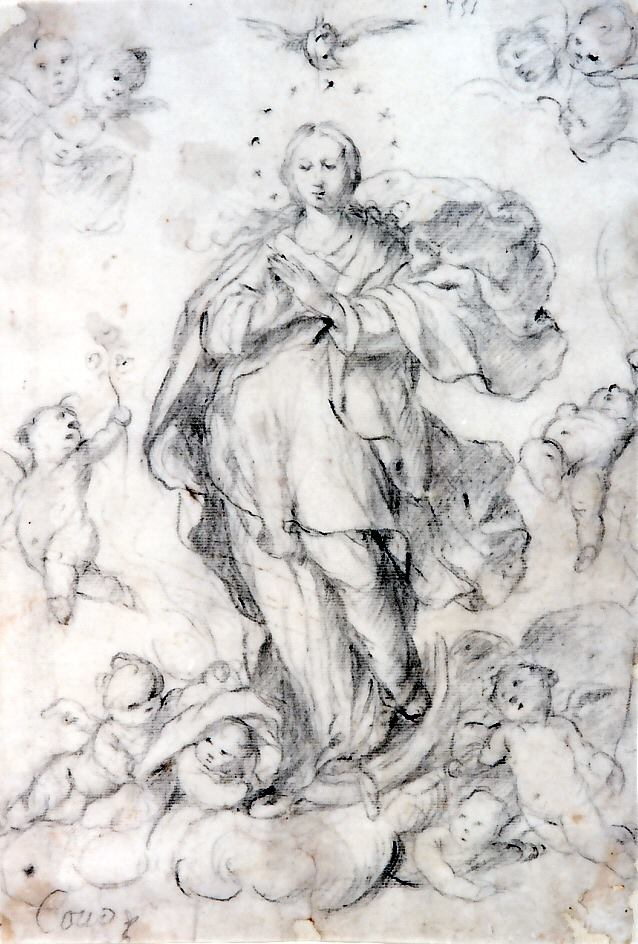
L'Immaculée Conception, José Ignacio Cobo y Guzmán, premier quart du XVIII, musée des Beaux-Arts de Cordoue, Espagne.

En 1473 ou peu après, il fait imprimer par Pierre César et Jean Stoll, deux anciens ouvriers de l'atelier d'imprimerie de la Sorbonne, son Ars versificatoria (ou ars metrificandi), traité de versification latine par lequel il veut, en s'appuyant sur Pétrarque, renouer avec la poésie antique. Il est lui-même l'auteur d'une œuvre de poésie latine importante même si fragmentée et dispersée : notamment un poème religieux en vers élégiaques latins intitulé De puritate conceptionis Virginis Mariæ adversus Vincentium de Castro Novo, composé en 1488 à la demande de son ami le carme Arnold de Bost, défense en la croyance de l'Immaculée Conception contre le dominicain italien Vincenzo Bandello (de Castelnuovo Scrivia), qui venait de triompher dans un débat à ce sujet à l'Université de Ferrare ; mais aussi de nombreux autres poèmes composés dans des circonstances variées (à sujets religieux, ou adressés à des amis, ou relatifs à des événements d'actualité, parfois alors insérés dans son Compendium). À relever entre autres, une biographie versifiée, en soixante distiques, d'Alexandre de Hales, destinée à servir de nouvelle épitaphe.
Il a aussi produit des textes rimés en moyen français : Le Débat du laboureur, du prestre et du gendarme, œuvre écrite vers 1480 et imprimée vers 1495, se rattachant au genre illustré auparavant par Le Quadrilogue invectif d'Alain Chartier ; Le Passe-temps d'oysiveté, composé à Londres, pendant un temps mort, en 1489, imprimé en 1498 (débat sur la guerre et la paix entre Gaguin et le héraut d'armes Chester) ; La Question mue pour savoir d'où procède la vertu.
Sa grande traduction du latin en moyen français est celle de la Guerre des Gaules de Jules César, commande royale qui fut imprimée à Paris en 1485 au nom du libraire Antoine Vérard, qui resta la traduction usuelle du texte pendant près d'un siècle avec deux autres éditions jusqu'en 1488. Il aurait aussi (fait plus discuté) publié une traduction de la troisième décade de Tite-Live en 1493. On lui attribue d'autre part traditionnellement une traduction de l'Historia Karoli Magni du Pseudo-Turpin imprimée à Paris en 1527. Il traduisit également en 1498, sous le titre Conseils prouffitables contre les ennuis et tribulations du monde, une lettre en latin de Jean Pic de la Mirandole. Dans le sens inverse, il réalisa en 1473 une traduction latine de la version en moyen français du Curial d'Alain Chartier (texte pourtant à l'origine en latin).
Il publia en 1498 un recueil de lettres et de discours, les Epistolæ et orationes Gaguini, ayant été le premier en France à pratiquer l'art épistolaire jusqu'à publier de son vivant ses lettres (au nombre de 27, puis 37 dans une seconde édition de 1502), à l'exemple des humanistes italiens. Dans ses discours (au nombre de 9), prononcés en diverses circonstances officielles, il rompt avec le schéma constant au Moyen Âge (modèle du sermon religieux commençant par une citation scripturaire, expliquée et commentée de manière scolastique). En prose latine, il a écrit aussi en 1492 un traité sur l'Immaculée Conception.
Dans le domaine historiographique, il a écrit en latin une histoire de l'ordre des Trinitaires (publiée à Douai en 1586 par un religieux de l'ordre), et surtout son Compendium de Francorum origine et gestis : c'est une grande histoire de la monarchie franque, puis française, depuis les origines légendaires (Pharamond) jusqu'à, exactement, le 9 janvier 1500 (n. st.) dans la dernière édition publiée de son vivant (l'« édition de 1500 » ; la première édition, imprimée en 1495, poussait le récit jusqu'en 1491). Cet ouvrage, commencé vers 1490, est inspiré à la fois par les sentiments patriotiques et les idéaux humanistes de l'auteur : rappeler les hauts faits des Français dans une langue digne des Anciens. En fait, il s'agit essentiellement (jusqu'en 1461) d'une adaptation latine abrégée, avec quelques ajouts puisés d'un petit nombre d'autres sources, des Grandes Chroniques de France (texte en moyen français imprimé en 1476/77 par Pasquier Bonhomme), le souci principal étant la forme humaniste du texte (vocabulaire antique, datations et unités de mesure à l'antique, etc.). Dans les quatre ou cinq éditions imprimées qui se sont succédé de 1495 à 1500, le texte a été beaucoup étoffé dans toutes ses parties (exploitation de nouvelles sources comme la Chronique de Jean Froissart, histoire de l'Église plus développée, passage de 67 à 130 dates données dans le texte). Le Compendium a encore été édité une douzaine de fois au cours du XVIe siècle (à Paris, Lyon, Douai, Francfort) ; la première traduction française intégrale fut publiée à Paris dès 1514, et rééditée une dizaine de fois jusqu'en 1536.
Il acquit un grand prestige auprès de ses contemporains, notamment les humanistes, comme le montre la lettre d'hommages à Gaguin rédigée par Érasme en 1495.

## Épitaphe
Voici l'épitaphe qu'il se composa lui-même :
Christe, salus hominum, meritorum æquissime censor,
Servulus ecce tuus pro carnis lege solutus
Dormit, et exspectat quo mentem examine verses.
Peccavi, miserere, nec horrida pende flagella
Criminibus : tua sum factura, perennis imago.
Quod fuit humanum tellus vocat, accipe sanctam
Effigiem, Rex magne, tuam quam percupit hostis.
Tu vitam et mores, tu mentis condita nosti.
Omnia sunt in spe, tantum miserere Gaguino.
Dont la traduction peut être :
Ô Christ, salut des hommes, juge parfaitement impartial de leurs actions,
Voici ton minuscule esclave soumis au destin de la chair
Qui dort et attend que tu analyses son âme.
J'ai péché, aie pitié de moi et ne me soumets pas à d'horribles sévices
Pour les crimes que j'ai commis : j'ai été fait pour être façonné à ton image éternelle.
Or elle est ce que la terre appelle l'homme, accueille cette sainte représentation, grand Roi, celle qui est la tienne, que l'Ennemi a tant de désir à posséder.
Toi, tu connais ma vie et mes mœurs, toi, tu connais les dispositions de mon âme.
Toutes sont tournées vers l'espérance, aie infiniment pitié de Gaguin.

## Éditions
- Louis Thuasne (éd.), Roberti Gaguini Epistole et orationes, Paris, Bibliothèque littéraire de la Renaissance, Émile Bouillon, 1903.

## Sources
Article en grande partie issu de l'Encyclopédie Universalis (Auteur de l'article : Jean-Claude Margolin, professeur de philosophie à l'université de Tours, directeur du département de philosophie et histoire de l'humanisme au Centre d'études supérieures de la Renaissance, Tours)